# Narathura latimarginata
Narathura latimarginata är en fjärilsart som beskrevs av Embrik Strand 1913. Narathura latimarginata ingår i släktet Narathura och familjen juvelvingar. Inga underarter finns listade i Catalogue of Life.